# Узембаево
Узембаево — село в Гайском районе Оренбургской области, входит в Халиловский поссовет.

## География
Село находится в южных отрогах Уральских гор, на реке Губерля.

## Население
| 2010 |
| ---- |
| 135  |

## История
Село Узембаево появилось в конце XIX в., когда сюда на прибыли первые поселенцы из сёл Оренбургской губернии. Название село получило от имени одного из его поселенцев. Жители Узембаево занимались охотой и животноводством. В 1910-х гг., когда здесь начали вести железную дорогу Оренбург — Орск, через Узембаево пролегла дорога для гужевого транспорта, а в дальнейшем здесь проложили грейдерную автодорогу. Строительство железной дороги было приостановлено во время Гражданской войны, но потом возобновилось, и в нём участвовали и жители села.
Административная принадлежность села неоднократно менялась. До мая 1927 г. она была частью Орского уезда, затем вошла в состав Новопокровского района Оренбургской губернии (с марта 1931 г. по декабрь 1934 г. — часть Орского района Средне-Волжского края), затем вошла в состав Халиловского района, а в период февраль 1963 г. — январь 1965 г. в Кувандыкском районе как часть Халиловского поселкового Совета.
В 1930-е гг. в селе был создан колхоз «Знамя революции», в который кроме Узембаево вошла также деревня Абубакирово. «Знамя революции» в сентябре 1950 г. объединилось с колхозом имени Молотова (центр в селе Новоникольск), весной 1957 г. Узембаево стало частью более крупного колхоза «Победа», а в марте 1961 г. как отделение вошло в совхоз «Воронежский». В 1975 г. население деревни составляло 230 человек, в 2002 г. — 169 человек.
19 октября 2001 г. в Узембаево была открыта мечеть.
До 1 июня 2015 года входило в состав Халиловского поссовета.
1 июня 2015 года муниципальные образования сельские поселения Губерлинский сельсовет, Ириклинский поссовет, Камейкинский сельсовет, Колпакский сельсовет, Новониколаевский сельсовет, Новопетропавловский сельсовет, Репинский сельсовет, Халиловский поссовет Гайского района Оренбургской области объединены с городским округом город Гай в Гайский городской округ.